# HTC Evo 3D

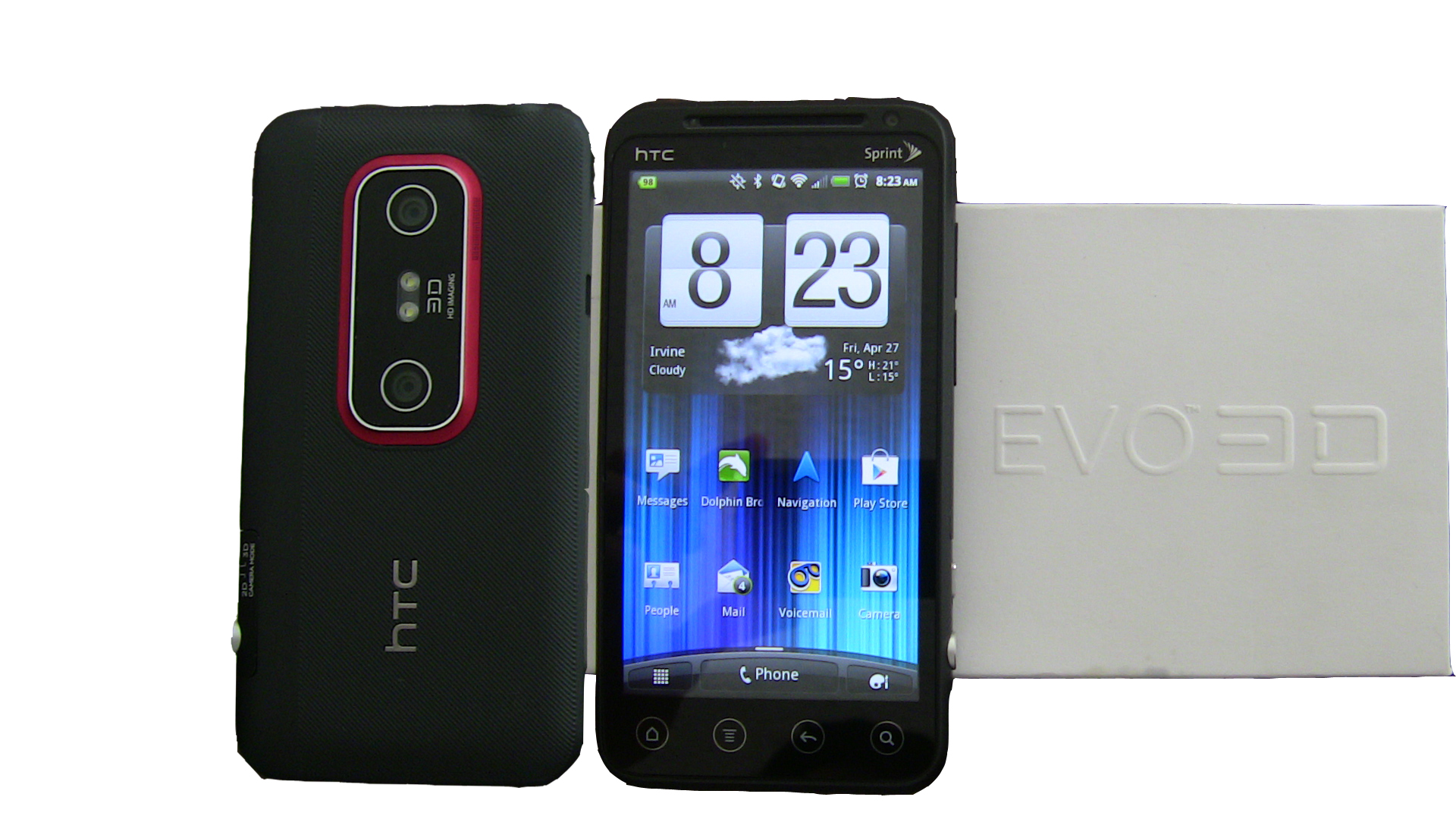
HTC EVO 3D

HTC Evo 3D是臺灣手機公司宏達電於2011年8月推出的智慧型手機，其為宏達電產品中第一支擁有3D顯示螢幕的智慧型手機，並可拍攝3D照片，是一款十分創新且有話題性的產品。

## 規格[1]
- 螢幕：4.3" 3D Super LCD 960x540
- 處理器： Qualcomm Snapdragon MSM8660, 1.2GHz 雙核心處理器
- 相機：主相機雙500萬畫素（配置雙LED閃光燈）+前相機130萬畫素(無法視訊通話)
- 重量：170g
- 厚度：1.2cm
- 記憶體：1GB RAM/1.2GB ROM[2]（實際容量可MicroSD擴充）
- 作業系統: Android 4.0.3 with htc sense 3.6
- 顔色：黑
- 產地： 中華民國臺灣
- 上市國：全球